# Christian II de Saxe-Mersebourg
Pour les articles homonymes, voir Christian II.
Christian II, né le 19 novembre 1653 à Mersebourg et mort le 20 octobre 1694 à Mersebourg, est duc de Saxe-Mersebourg de 1691 à sa mort.

## Biographie
Fils du duc Christian Ier et de Christine de Schleswig-Holstein-Sonderbourg-Glücksbourg, Christian II épouse le 14 octobre 1679 à Zeitz Erdmuthe de Saxe-Zeitz, fille du duc Maurice de Saxe-Zeitz. Ils ont sept enfants :
- Christian III Maurice (1680-1694), duc de Saxe-Mersebourg ;
- Jean-Guillaume (1681-1685) ;
- Auguste-Frédéric (1684-1685) ;
- Philippe-Louis (1686-1688) ;
- Maurice-Guillaume (1688-1731), duc de Saxe-Mersebourg ;
- Frédéric-Erdmann de Saxe-Mersebourg (1691-1714), épouse en 1714 Éléonore-Wilhelmine, fille du prince Emmanuel-Lebrecht d'Anhalt-Köthen ;
- Christiane Éléonore Dorothée (1692-1693).